# Macrosiphoniella xeranthemi
Macrosiphoniella xeranthemi är en insektsart. Macrosiphoniella xeranthemi ingår i släktet Macrosiphoniella och familjen långrörsbladlöss. Inga underarter finns listade i Catalogue of Life.